# Gutshaus Gollwitz

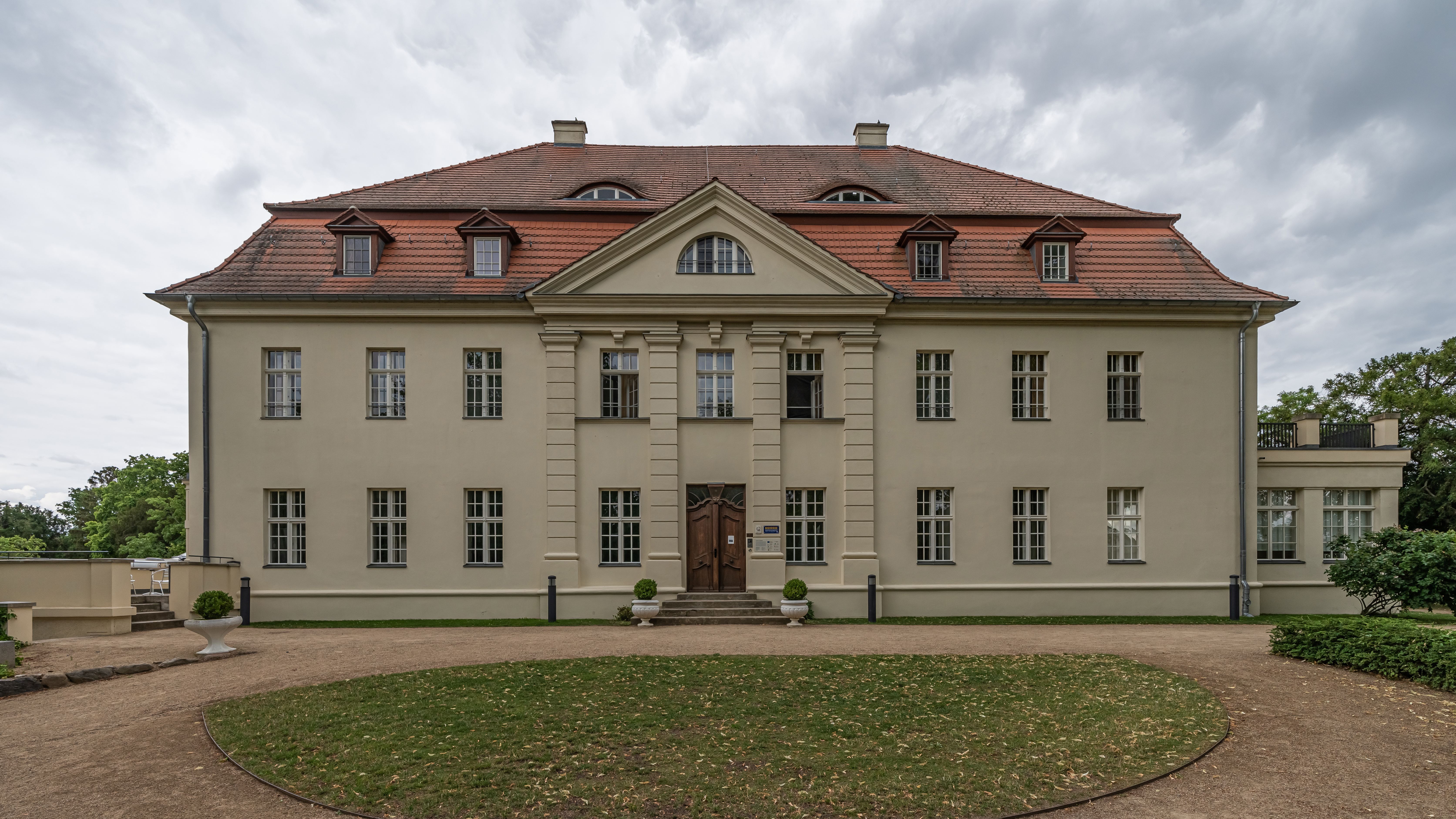
Das Schloss

Das Gutshaus Gollwitz (auch Herrenhaus oder  Schloss) ist das Gutshaus im 2003 nach Brandenburg an der Havel eingemeindeten Ortsteil Gollwitz. Es gehörte zum Rittergut Gollwitz und ist als Baudenkmal ausgewiesen. Zur Anlage gehören Nebengebäude und ein Gutspark. Seit April 2009 wird in dem Gebäude eine Begegnungsstätte für jüdische und nichtjüdische Jugendliche betrieben.

## Gutshaus

### Geschichte
Das barocke Gutshaus in Gollwitz stammt ursprünglich aus der zweiten Hälfte des 18. Jahrhunderts, mit Erneuerungen 1929. Es befand sich mit lange im Besitz der Familie von Rochow. Gollwitz war einer der Stammsitze der vier Familienlinien des alten Adelsgeschlechts, bis zunächst Ende des 17. Jahrhunderts. Um 1880 hatte das Rittergut Gollwitz einen Umfang von 1285 Hektar, ein Fünftel davon war der Waldbestand. Später kam es durch Einheirat später wieder in Familienhand der Rochows. Nach dem Zweiten Weltkrieg 1945 wurde das sogenannte Schloss samt dem Rittergut mit einer landwirtschaftlichen Fläche von etwa 1090 Hektar im Zuge der Bodenreform durch die sowjetische Verwaltung enteignet. Letzte Besitzer des Herrenhauses waren Hertha von Rochow, geborene von dem Hagen-Gollwitz (1879–1967), und ihr zweiter Ehemann Harry von Rochow-Reckahn. Sie wurden im Rahmen der Bodenreform enteignet.
Mit dem neuen Schuljahr 1946 zog die Dorfschule in die Räume des Schlosses. Seit 1. September 1951 war es eine Zentralschule (bis 8. Klasse), später eine POS. Zudem wurde im Mai 1953 ein Tageskindergarten für Drei- bis Sechsjährige eingerichtet. Im Jahr 1977 wurde die Schule geschlossen, weil es im Dorf nicht genügend Schulkinder gab. Die Schulräume im Schloss wurden in ein Schulungsheim mit 21 Übernachtungsmöglichkeiten (einschließlich einer Betriebsküche mit Speiseraum) umfunktioniert. Nutzer wurde das Pädagogische Kreiskabinett (PKK). Außerdem zog die Gruppe WU des Kreises mit drei Uniformierten in das Schloss ein, die für den Wehrunterricht an den Schulen des Kreises verantwortlich war. Der Dorfkindergarten wurde weiterhin im Schloss betrieben, bis er am 31. Dezember 1993 aus Kostengründen geschlossen wurde.
Mit der Deutschen Einheit kam es zu Streitigkeiten um das Schloss. Die Erben der von Rochows meldeten ihren Anspruch darauf an, ebenso die Gemeinde Gollwitz. Am 7. Februar 1992 entschied die Oberfinanzdirektion des Landes Brandenburg, dass das Schloss mit dem dazugehörigen Grundstück dem neu entstehenden Landkreis Potsdam-Mittelmark zufallen sollte, der Gutspark mit den Nebengebäuden des ehemaligen Herrensitzes der Gemeinde Gollwitz.
Am 1. April 1992 übernahm das Volkshochschulbildungswerk GmbH Brandenburg in enger Kooperation mit dem VHS-Bildungswerk Niedersachsen das Schloss. Es sollte zu einem modernen Schulungsobjekt mit Übernachtungsmöglichkeiten ausgebaut werden. Weil die Sanierung zu teuer geworden wäre, zog sich das VHS-Bildungswerk im Frühjahr 1994 aus dem Schloss zurück. Das Gebäude stand daraufhin leer.
Im Herbst 1997 entschied die Kreisverwaltung Potsdam-Mittelmark 50 bis 60 jüdische Übersiedler aus Russland im Schloss unterzubringen. Das wurde durch den Gemeinderat in Gollwitz abgelehnt. Diese Entscheidung rief ein großes Medienecho und etliche Diskussionen in der Gesellschaft hervor, in deren Verlauf das Dorf Gollwitz als antisemitisch und rassistisch dargestellt wurde. Daraufhin gründete sich eine zivilgesellschaftliche Stiftungsinitiative, die mit Unterstützung des Gemeinderats und der Kreisverwaltung ein neues Nutzungskonzept für das denkmalgeschützte Gebäude plante: Die Einrichtung einer Begegnungsstätte für jüdische und nichtjüdische Menschen.
Mittlerweile ist die Deutsche Stiftung Denkmalschutz Eigentümerin des ehemaligen Herrenhauses und stellt der Begegnungsstätte das Schloss mietfrei zur Verfügung.

### Bauwerk

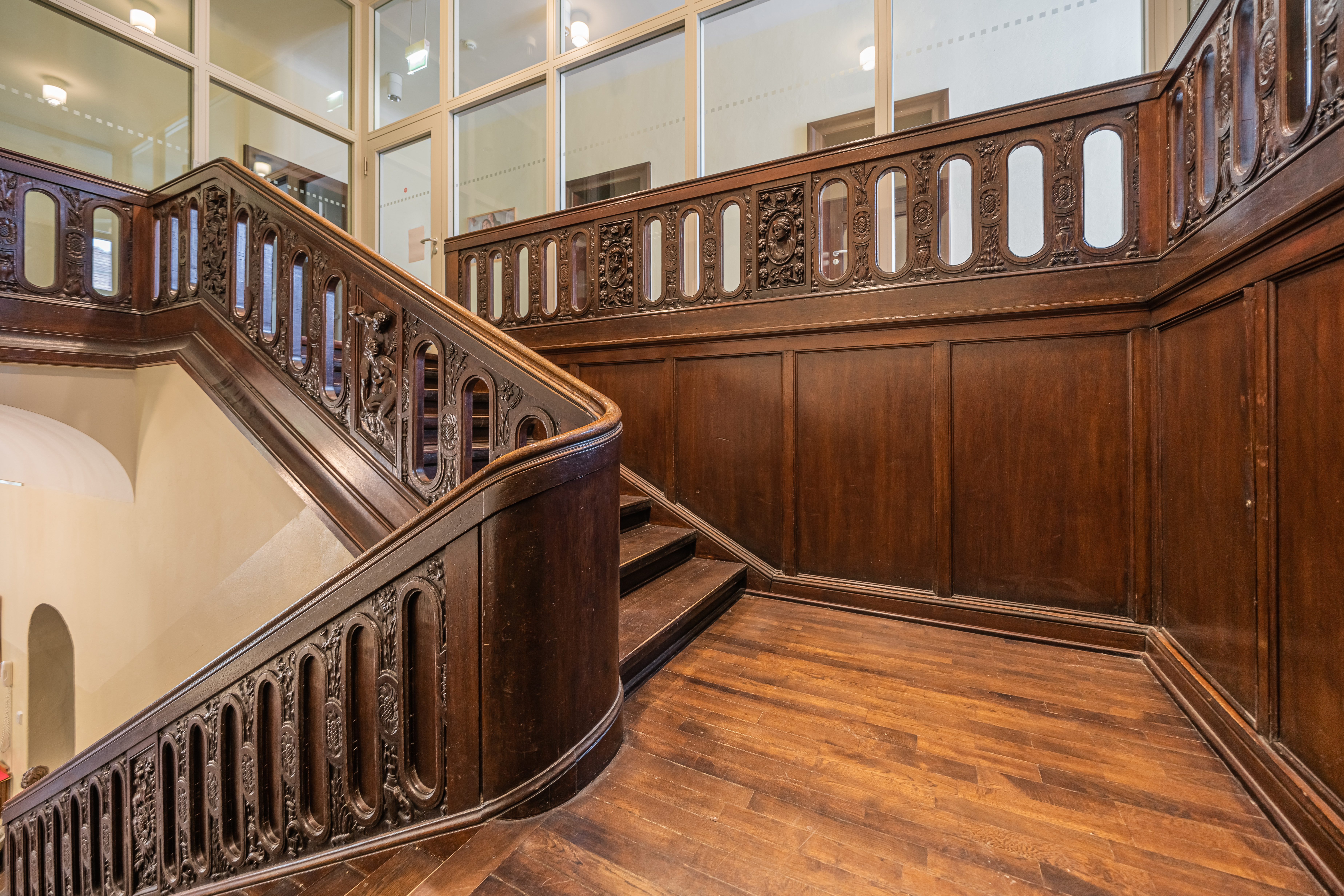
Interieur

Das barocke Gutshaus ist ein neunachsiges, zweistöckiges Bauwerk. Die Hauptfassade ist nach Westen ausgerichtet. Drei Fensterachsen umfasst ein Mittelrisalit, dessen klassischer Dreiecksgiebel durch vier Pilaster, die im Quaderputz gestaltet sind, getragen wird. Im Tympanon des Giebels des Risalits befindet sich ein flaches Rundbogenfenster. Die weiteren Fenster sind Rechteckfenster. Das zweiflügelige Portal wird über eine Freitreppe erreicht. Auf der Rückseite des Gutshauses geht ein Gebäudeflügel ab, an der Südseite befindet sich ein einstöckiger Anbau mit einem Wintergarten, der eine Terrasse trägt.
Das Mansarddach erstreckt sich ebenfalls über zwei Stockwerke. Es ist mit roten Biberschwänzen eingedeckt. Im unteren Dachgeschoss sind Giebelgauben als Fensteröffnungen eingearbeitet, während es im oberen Dachgeschoss Fledermausgauben sind.
Das Gutshaus Gollwitz befindet sich in unmittelbarer Nähe zur Dorfkirche Gollwitz mit einer erneuerten Erbbegräbnisstätte der Familien von dem Hagen, vom Hagen und von Rochow. Dort befindet sich u. a. auch ein Gedenkkreuz für Marlis Gräfin vom Hagen.

## Stiftung
Die gemeinnützige Stiftung Begegnungsstätte Gollwitz wurde 2001 unter Beteiligung der Gemeinde Gollwitz, des Landkreises Potsdam-Mittelmark und der Mithilfe prominenter Menschen aus Politik und Gesellschaft gegründet. Dies geschah auf Initiative einer Gruppe von Berliner und Brandenburger Bürgern. Sie hatten das Ziel, Begegnungen zwischen jüdischen und nichtjüdischen Jugendlichen und ihren Multiplikatoren zu organisieren und zu diesem Zweck eines der in Brandenburg vorhandenen Herrenhäuser wieder instand zu setzen. Seit April 2009 betreibt die Stiftung eine entsprechende Begegnungsstätte in dem restaurierten Schloss.
Schirmherrin ist Bärbel Bas, Präsidentin des Deutschen Bundestages.
Der Vorstand der Stiftung besteht aus Peter-Andreas Brand, Rechtsanwalt in Berlin, und Jan van Lessen.
Mitglieder des Kuratoriums sind:
- Axel von Hoerschelmann, Ministerium für Wirtschaft und europäische Angelegenheiten des Landes Brandenburg a. D.
- Cornelia Quennet-Thielen, Staatssekretärin im Bundesministerium für Bildung und Forschung a. D.
- Linda Teuteberg, Mitglied des Bundestages, FDP-Fraktion
- Martin Gorholt, Staatssekretär und Chef der Staatskanzlei des Landes Brandenburg
- Heilgard Asmus, Generalsuperintendentin im Ruhestand,
- Uta J. Wildfeuer, Geschäftsführerin Arbeitskreis gemeinnütziger Jugendaustausch gGmbH
- Alfred Roos, Leiter der Koordinierungsstelle "Tolerantes Brandenburg" in der Staatskanzlei des Landes Brandenburg.

Der Beirat besteht aus:
- Klaus-Christoph Clavée, Präsident des Brandenburgischen Oberlandesgerichts
- Ud Joffe, Vorsitzender des Landesverbandes West der Jüdischen Kultusgemeinden in Brandenburg
- Nicole Näther, Ortsvorsteherin von Gollwitz
- Ulrike Liedtke, Präsidentin des Landtages Brandenburg
- Joseph Schuster, Präsident des Zentralrates der Juden in Deutschland
- Heiner Koch, Erzbischof von Berlin
- Christian Stäblein, Bischof Evangelische Kirche Berlin-Brandenburg-Schlesische Oberlausitz
- Steffen Scheller, Oberbürgermeister der Stadt Brandenburg/Havel

Die Begegnungsstätte wird von Niels Haberlandt geleitet.

## Begegnungsstätte Schloss Gollwitz
Schloss Gollwitz ist ein Ort der Begegnung für jüdische und nichtjüdische Menschen. Es wurde im April 2009 nach einer Komplettsanierung eröffnet und bietet seither Raum für Bildung, Begegnungen, Übernachtungen, Tagungen und Veranstaltungen. Das Haus steht für Gruppen unterschiedlicher Kulturkreise, Religionen und Altersgruppen offen.
Die Begegnungsstätte versteht sich als Jugendbildungseinrichtung, die in den vielfältigen Themenfeldern der außerschulischen Jugendbildung – speziell in der Politischen Bildung und in der Jugendbegegnungsarbeit – ihre Hauptaufgabenfelder sieht. Vordergründig geht es dabei um die Bearbeitung der Bereiche Rassismus, Antisemitismus und gruppenbezogene Menschenfeindlichkeit. Außerdem werden Fortbildungen für Erwachsene angeboten. Das Team der Begegnungsstätte Schloss Gollwitz organisiert alljährlich internationale Austausche mit Jugendlichen aus verschiedenen Ländern sowie Begegnungen mit Überlebenden der Shoah. Den Kern der Begegnungsarbeit bildet der deutsch-israelische Jugend- und Fachkräfteaustausch mit mehrmaligen Angeboten im Jahr. Die Stiftung unterhält überdies regelmäßige Kontakte zu Partnerorganisationen im europäischen und nichteuropäischem Ausland.
Die 60 Betten in 21 Übernachtungszimmern sind von ein bis zu sechs Personen belegbar und jeweils mit eigenem Badezimmer mit Dusche oder Badewanne ausgestattet. Dazu zählt ebenfalls ein behindertengerechtes Zimmer im barrierefreien Erdgeschoss. Im September 2021 wurde gegenüber dem Schloss ein Erweiterungsbau eröffnet, der weitere Gäste- und Seminarräume vorhält. Die vegetarisch-milchige Küche mit Fisch, entsprechend den jüdischen Speisevorschriften, ermöglicht es Menschen verschiedener religiöser Überzeugungen, gemeinsam im Hause zu essen.